# Auwa
Auwa fou una tikhana tributària de Jodhpur, principat del qual formava un jagir. Abraçava 14 pobles amb una renda de 16000 rúpies (1893). Fou concedit als rajputs champawat rathor (branca Aaidanot, subbranca Tejsinhot). El jagir el formaven 14 pobles de la pargana de Sojat.
El fundador fou Rao Champa fill del raja Rao Ranmal de Marwar o Jodhpur, que va morir el 1438. Al final del segle XVII fou concedit al thakur Tej Singh de la casa reial de Rohet (segon fill del raja Dalpat Singh I). A la seva mort fou nomenat Udai Bhan, que el va perdre al cap de dos anys per oposar-se al maharaja Ajit Singh de Marwar.
Llavors va passar a Harnath Sing, fill gran de Tej Singh, que el 1706 havia rebut el jagir d'Harji, que llavors va cedir al seu germà Roop Singh; un tercer germà va rebre l'estat de Batan). El va succeir el seu fill Khushal Singh I, que va morir el 1750 a la primera batalla de Merta; la segona batalla d'aquest nom fou el 1754.
El seu fill Jait Singh va morir assassinat a Jodhpur el 1774 per orde del maharaja Vijai Singh, del que havia caigut en desgràcia; el seu fill Shiv Singh va haver de fugir de l'estat i va dominar la fortalesa de Khumbalgarh; quan el madhavrao Scindia va atacar Marwar, el maharaja Abhai Vijay Singh el va cridar; hi va anar i va ajudar el maharaja de Jodhpur o Marwar contra els marathes i va morir a la tercera batalla de Merta el 1790; en premi l'estat fou retornat al seu fill Madho Singh, el qual fou expulsat de Auwa el 1802 pel maharaja Bhim Singh de Jodhpur amb el qual tenia diferències, però el va recuperar el 1804 quan va pujar al tron de Marwar o Jodhpur el maharaja Man Singh, i se suposa que va morir poc després. Durant dos anys (1802-1804) fou dominat per Suraj Mal de Chirpatia i després de tornar Madho el 1804 el van succeir el seu fill Bakhtawar Singh i el seu net Khushal Singh II.
El 1857 el thakur Khushal Singh II va participar activament al motí dels sipais i el maharaja de Jodhpur li va confiscar el jagir amb l'autorització de les autoritats britàniques. Va intentar reconquerir el territori però es va rendir finalment el 1860 i es va retirar desterrat a Udaipur on va morir el 1864. Fou retornat el 1868 al seu fill Devi Singh amb autorització dels britànics. va accedir a l'Índia amb Jodhpur.

## Llista de sobirans
- Tej Singh ?-1706,
- Udai Bhan 1706-1708
- Harnath Sing (fill de Tej) 1708-1724
- Khushal Singh I 1724-1750 (fill)
- Jait Singh 1750-1774 (fill; un germà seu va rebre Bhitora, i una altra Lambia)
- Shiv Singh 1774-1790 (nominal)
- Madho Singh 1790-1802 (fill)
- Suraj Mal de Chirpatia 1802-1804
- Bakhtawar Singh 1804-183? (fill de Madho Singh)
- Khushal Singh II 183?-1857 (adoptat, nascut Kunwar Khushal Singh, fill de Bhawani Singh de Lambia, mort el 1864)
- A Jodhpur 1857-1868
- Devi Singh, 1868-1877
- Shambu Singh 1877-1949 (nascut 1869)